# Regenstauf
Regenstauf là một đô thị tại huyện Regensburg, bang Bayern, Đức. Đô thị này tọa lạc bên sông Regen, 12 km về phía bắc của Regensburg.